# Zülejcha Häsänova
Zülejcha Mähärräm qyqy Häsänova (azerbajdzjanska: Züleyxa Məhərrəm qızı Həsənova; ryska: Зулейха Магеррам кызы Гасанова, Zulejcha Magerram kyzy Gasanova), född 1923, död 1982, var en sovjetisk-azerbajdzjansk politiker (kommunist).
Hon var minister för offentliga tjänster för Azerbajdzjanska SSR 1974–1982.